# Siège du château de Matsuo
Le siège du château de Matsuo en 1554 est un des nombreux sièges entrepris par Takeda Shingen dans sa campagne pour conquérir la province de Shinano. Le siège se déroule pendant l'époque Sengoku de l'histoire du Japon au cours de laquelle les seigneurs féodaux (daimyo) se disputent le contrôle de fiefs à travers le pays.
Le château de Matsuo, situé dans la vallée de l'Ina, est contrôlé par Ogasawara Nobusada; après l'avoir vaincu, Shingen s'empare du château Yoshioka voisin.

## Source de la traduction
- (en) Cet article est partiellement ou en totalité issu de l’article de Wikipédia en anglais intitulé « Siege of Matsuo » (voir la liste des auteurs).